# Ludwig von Gablenz
Ludwig Karl Wilhelm Freiherr (a partir de 1873, von Gablenz-Eskeles) von Gablenz (19 de julio de 1814 - 28 de enero de 1874) fue un general austríaco de origen sajón.

## Primeros años
Nacido en Jena en 1814 en el seno de una familia noble sajona, ingresó en el Ejército sajón a la edad de 17 años. En 1833 fue transferido al servicio austríaco. Gablenz luchó en la primera guerra de la Independencia italiana. Promovido a Mayor en el Estado Mayor fue transferido a Hungría para combatir la Revolución húngara y fue puesto en el personal del Mariscal de Campo y Príncipe Alfredo I de Windisch-Grätz y después como jefe de Estado Mayor en el cuerpo de ejército de GdK Schlik. Por sus servicios en Hungría Gablenz fue promovido a coronel en diciembre de 1849.

## General
Gablenz fue hecho Generalmajor en mayo de 1854 y se le dio el mando de una brigada en el cuerpo de ocupación de los principados danubianos. En 1857 se le dio una brigada de infantería en el VII Cuerpo de FML Zobel. Ennoblecido como barón austríaco en marzo de 1858, Gablenz sirvió en la segunda guerra de la Independencia italiana, donde combatió en Magenta y Solferino. Transferido al V Cuerpo, Gablenz fue promovido a Teniente Mariscal de Campo (Feldmarschall-Leutnant) en 1862.

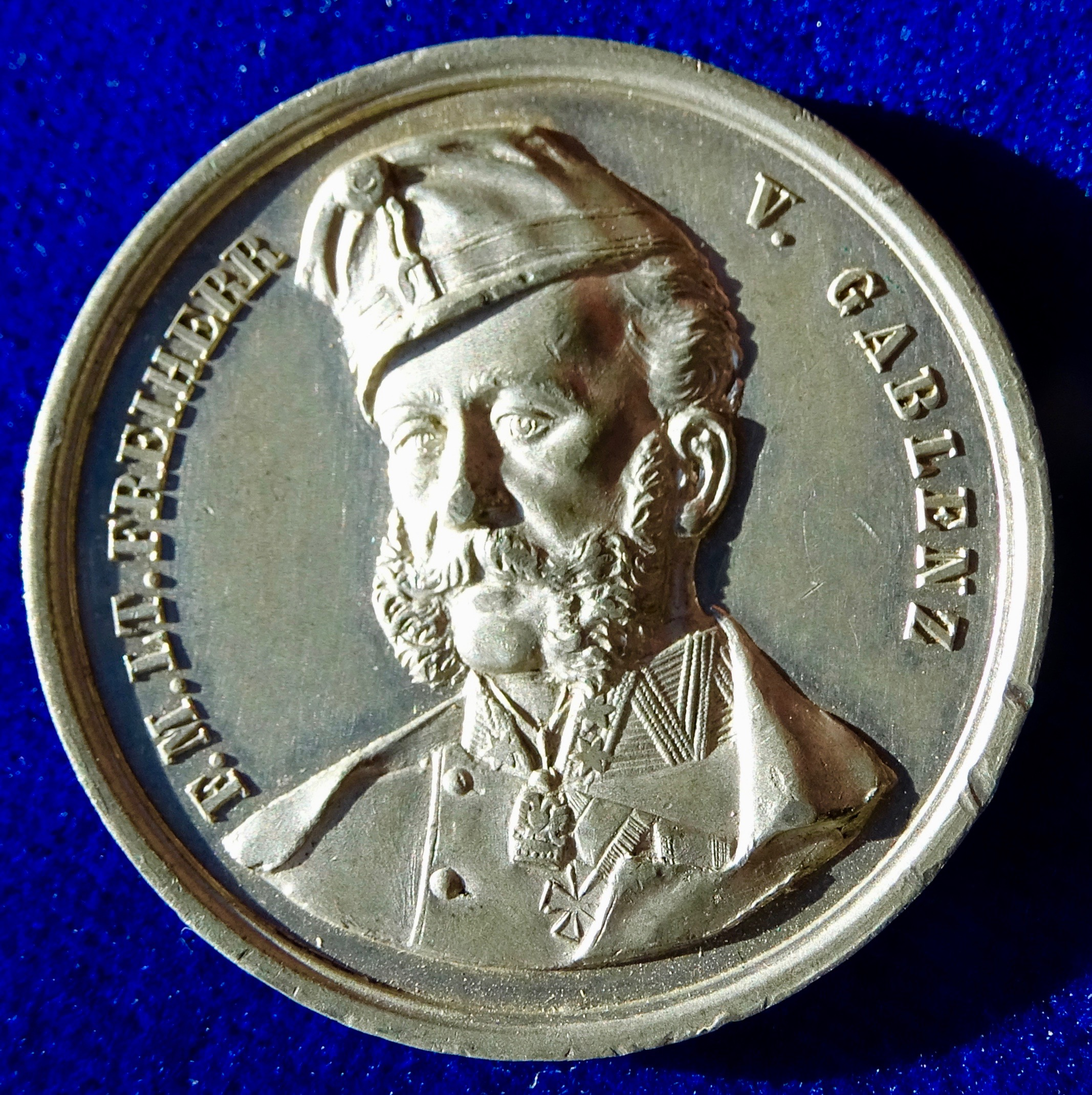
Madalla austríaca de 1864 (ND), retorno de Gablenz a Viena después de la Segunda Guerra de Schleswig, anverso.

En diciembre de 1863 Gablenz fue elegido para comandar el VI Cuerpo, con el que sirvió en la Segunda Guerra de Schleswig, donde particularmente se distinguió en Oeversee y Düppel. Por su éxito en Schleswig-Holstein Gablenz recibió la Cruz de Comandante de la Orden Militar de María Teresa. Elegido como Consejero Privado en 1864 se convirtió en comandante general del V Cuerpo y fue nombrado gobernador del Ducado de Holstein, que retuvo hasta el estallido de la guerra austro-prusiana.
Al empezar esta guerra, que tuvo lugar mayormente en el Este de Bohemia (República Checa), Gablenz fue considerado uno de los más destacados generales austríacos. Durante esta guerra Gablenz comandó el X Cuerpo en el Ejército del Norte de FZM Benedek. Aunque victorioso contra el I Cuerpo de Bonin en Trautenau (Trutnov, 27 de junio de 1866) en la única victoria austríaca contra los prusianos, la posición de Gablenz se hizo insostenible debido a la derrota austríaca en Náchod y el avance del Cuerpo de Guardia prusiano hacia Eipel (Upice), cuando se le ordenó retirarse hacia Prausnitz para bloquear a la Guardia prusiana. Al día siguiente en Burkersdorf, Gablenz logró liberar su cuerpo a pesar de las graves pérdidas. Después de reunirse con el ejército principal Gablenz y el X Cuerpo combatieron en Königgrätz (Hradec Králové).
Después de la guerra se convirtió en comandante general en Croacia y Eslavonia (junio de 1867). En abril de 1868 fue promovido a General der Kavallerie y fue hecho comandante general en Hungría en julio de 1869.
Tras la quiebra de la bolsa de 1873, Gablenz quedó plagado de deudas y, temiendo la pérdida de confianza del emperador Francisco José, se suicidó en Zúrich el 28 de enero de 1874. Primero fue enterrado en el cementerio municipal de Zúrich, pero en 1905 sus restos fueron trasladados a la recién completada cripta del monumento construido en 1868 para conmemorar la batalla de Trautenau. La antigua lápida de Gablenz en el cementerio municipal de Zúrich también fue trasladada a Trautenau y está situada en frente del monumento.